# Shinsuke Shimabukuro
Shinsuke Shimabukuro (japanisch 島袋 信介 Shimabukuro Shinsuke; * 13. Januar 1983 in der Präfektur Nagasaki) ist ein ehemaliger japanischer Fußballspieler.

## Karriere
Shimabukuro erlernte das Fußballspielen in der Schulmannschaft der Osaki High School. Seinen ersten Vertrag unterschrieb er 2001 bei den Sagan Tosu. Der Verein spielte in der zweithöchsten Liga des Landes, der J2 League. 2003 wechselte er zum Drittligisten ALO's Hokuriku. Für den Verein absolvierte er 61 Ligaspiele. Ende 2006 beendete er seine Karriere als Fußballspieler.